# Rydzówka (powiat elbląski)
Rydzówka (niem. Kalthof) – osada w Polsce położona w województwie warmińsko-mazurskim, w powiecie elbląskim, w gminie Pasłęk.
W latach 1975–1998 miejscowość należała administracyjnie do województwa elbląskiego.

## Historia
Majątek ziemski w Rydzówce powstał jeszcze w czasach krzyżackich. Majątek ten w XIX i pierwszej połowie XX wieku należał do rodziny Leinweber. Majątek miał obszar prawie 400 ha i oddawany był w dzierżawę.
Po II wojnie światowej w Rydzówce powstał PGR.
Rydzówka jest główną wsią sołectwa w skład którego wchodzą miejscowości: Rydzówka, Tolpity, Czarna Góra i Kąty.

## Zabytki
- Dwór w Rydzówce wybudowany został w drugiej połowie XIX. Jest to budowla piętrowa, wzniesiona na rzucie prostokąta, kryta dachem dwuspadowym. Na osi elewacji wzdłużnej znajduje się obustronny płytki ryzalit zwieńczony trójkątnym frontonem. Ryzalit od frontu budynku na poziomie pierwszego piętra posiada loggię przysłoniętą trzema arkadami.
- Zespół budynków gospodarczych przy obszernym podwórzu.
- Park o powierzchni 6 ha, zarośnięty, z zachowanym starodrzewem.
- Cmentarz Niemieckich Żołnierzy
- Grób Nieznanego Żołnierza